# クルー・ギャラガー
クルー・ギャラガー（Clu Gulager,  1928年11月16日 - 2022年8月5日）は、アメリカ合衆国の俳優である。

## 来歴
1928年、オクラホマ州ホールデンヴィルに生まれる。父親のジョン・ギャラガーはカウボーイのパフォーマーとしてブロードウェイなどで活動していた。また彼自身ネイティブ・アメリカンの血を引いている。1946年から1948年までアメリカ海兵隊へ所属している。ノースイースタン州立大学で学んだあと、ベイラー大学へ編入して演劇を学んだ。
1956年にテレビシリーズ『The United States Steel Hour』で俳優デビューを果たし、しばらくはウェスタンもののテレビドラマなどで活躍。1964年に『殺人者たち』で映画デビュー。それ以降はテレビと映画の両方で活動を続け、役者としてのキャリアを築き上げた。1980年代以降はホラー映画への出演も増え、『バタリアン』や『エルム街の悪夢2 フレディの復讐』などでも知られている。近年では『The FEAST/ザ・フィースト』や続編の『フィースト2/怪物復活』、『フィースト3/最終決戦』などへも出演した。

### 私生活
1952年にMiriam Byrd-Netheryと結婚し、2人の子供をもうけているが、2003年に妻のミリアムは他界している。

## 出演作品

### 映画
- 殺人者たち The Killers (1964)
- And Now Miguel (1966)
- 恐怖のアマゾン脱出 Sullivan's Empire (1967) ※テレビ映画
- レーサー Winning (1969)
- ラスト・ショー The Last Picture Show (1971)
- 殺し屋株式会社 Company of Killers (1971) ※テレビ映画
- 暗黒の檻を暴け The Glass House (1972) ※テレビ映画
- Footsteps (1972) ※テレビ映画
- Molly and Lawless John (1972)
- ドラキュラ城の謎 Mystery in Dracula's Castle (1972)
- Call to Danger (1973)
- マックQ McQ (1974)
- 追跡者 Smile Jenny, You're Dead (1974) ※テレビ映画
- ヒューストン、問題が発生した Houston, We've Got a Problem (1974)
- ヒット・レディ/白い肌の殺人マシン Hit Lady (1974)
- Gangsterfilmen (1974)
- The Drought (1975)
- ヨットハーバー殺人事件 The Killer Who Wouldn't Die (1976) ※テレビ映画
- 真夜中の向う側 The Other Side of Midnight (1977)
- 縛り首の夜 Charlie Cobb: Nice Night for a Hanging (1977) ※テレビ映画
- スキーリフト殺人事件 Ski Lift to Death (1978) ※テレビ映画
- A Question of Love (1978)
- 褐色のシェリフ Lawman Without a Gun (1978) ※テレビ映画
- コンボイウーマン・ウイラ Willa (1979) ※テレビ映画
- フォース・オブ・ワン A Force of One (1979)
- ザ・ギャンブラー Kenny Rogers as The Gambler (1980)
- ラスト・レター Touched by Love (1980)
- Skyward (1980) ※テレビ映画
- ハンク・ウィリアムスJr.物語/偉大なる父へ Living Proof: The Hank Williams, Jr. Story (1983) ※テレビ映画
- お色気SL大暴走! アメリカ横断ウルトラハイホー Chattanooga Choo Choo (1984)
- 血ぬられた入寮式/ 呪われた女子大生の謎 The Initiation (1984)
- 眠れぬ夜のために Into the Night (1985)
- プライムリスク Prime Risk (1985)
- バタリアン The Return of the Living Dead (1985)
- ライズ Lies (1985)
- エルム街の悪夢2 フレディの復讐 A Nightmare on Elm Street Part 2: Freddy's Revenge (1985)
- ロンドン橋の怪 Bridge Across Time (1985) ※テレビ映画
- ハンターズ・ブラッド Hunter's Blood (1986)
- 魔性の囁き/悪夢と幻想の四章 The Offspring (1987)
- 真夏の情事 Summer Heat (1987)
- ヒドゥン The Hidden (1987)
- テープヘッズ Tapeheads (1988)
- 異形生命体ファング Uninvited (1988) ※ビデオ作品
- ゴールデン・ヒーロー 最後の聖戦 I'm Gonna Git You Sucka (1988)
- Teen Vamp (1988)
- ダン・ターナー/探偵ストーリー Dan Turner, Hollywood Detective (1990) ※ビデオ作品
- ナイトメアン/子供たちの百物語 The Willies (1990)
- My Heroes Have Always Been Cowboys (1991)
- エディ・プレスリー Eddie Presley (1992)
- Ambush in Waco: In the Line of Duty (1993) ※テレビ映画
- キリング・ウェポン Killing Device (1993)
- パペット・マスター5/最終戦争 Puppet Master 5: The Final Chapter (1994) ※ビデオ作品
- Palmer's Pick Up (1999)
- ガンファイター Gunfighter (1999)
- Jacqueline Hyde (2005) ※ビデオ作品
- The FEAST/ザ・フィースト Feast (2005)
- フィースト2/怪物復活 Feast II: Sloppy Seconds (2008) ※ビデオ作品
- フィースト3/最終決戦 Feast III: The Happy Finish (2009) ※ビデオ作品
- ピラニア リターンズ Piranha 3DD (2012)

### テレビドラマ
- The United States Steel Hour (1956)
- スタジオ・ワン Studio One (1957)
- ウエストポイント West Point (1957)
- The Alcoa Hour (1957)
- Black Saddle (1959)
- プレイハウス90 Playhouse 90 (1959)
- 拳銃無宿 Wanted: Dead or Alive (1959)
- ローレス・イヤーズ The Lawless Years (1959)
- 西部のパラディン Have Gun - Will Travel (1959)
- Westinghouse Desilu Playhouse (1959)
- ララミー Laramie (1959)
- アパッチ保安官 Law of the Plainsman (1959)
- アンタッチャブル The Untouchables (1959)
- Five Fingers (1959)
- 幌馬車隊 Wagon Train (1959, 1963, 1964)
- リバーボート Riverboat (1959)
- 胸に輝く銀の星 The Deputy (1959, 1960)
- ヒッチコック劇場 Alfred Hitchcock Presents (1959, 1960)
- スミスという男 Whispering Smith (1961)
- The Defenders (1961)
- トールマン The Tall Man (1960 - 1962)
- アルフレッド・ヒッチコック・アワー The Alfred Hitchcock Hour (1962)
- バージニアン The Virginian (1963 - 1968)
- Kraft Suspense Theatre (1964)
- ドクター・キルデア Dr. Kildare (1964)
- 鬼警部アイアンサイド Ironside (1968, 1969, 1973)
- The Survivors (1969)
- ネーム・オブ・ザ・ゲーム The Name of the Game (1969, 1970)
- サンフランシスコ国際空港 San Francisco International Airport (1970)
- ドクター・ホイットマン The Psychiatrist (1971)
- 探偵キャノン Cannon (1971, 1972, 1975)
- FBIアメリカ連邦警察 The F.B.I. (1971)
- ハワイ5-0 Hawaii Five-O (1972, 1976)
- ボナンザ Bonanza (1972)
- モッズ特捜隊 The Mod Squad (1972)
- ボールド・ワンズ The Bold Ones: The New Doctors (1972)
- マニックス Mannix (1973)
- ディズニー・ランド Disneyland (1973)
- 燃えよ! カンフー Kung Fu (1973)
- 名探偵ジョーンズ Barnaby Jones (1973, 1976)
- The Wide World of Mystery (1973)
- 弁護士ペリー・メイスン The New Perry Mason (1973)
- Owen Marshall, Counselor at Law (1974)
- シャフト Shaft (1974)
- 女刑事クリスティー Get Christie Love! (1974)
- 警察物語 Police Story (1974, 1975)
- 警部マクロード McCloud (1975)
- サンフランシスコ捜査線 The Streets of San Francisco (1975)
- Kate McShane (1975)
- Three for the Road (1975)
- フィリス Phyllis (1976)
- エラリー・クイーン Ellery Queen (1976)
- Most Wanted (1976)
- 女刑事JJケーン Dog and Cat (1977)
- The Oregon Trail (1977)
- 黒馬物語 Black Beauty (1978)
- King (1978)
- The MacKenzies of Paradise Cove (1979)
- ファルコン・クレスト Falcon Crest (1981)
- Dr.刑事クインシー Quincy M.E. (1982)
- 白バイ野郎ジョン&パンチ CHiPs (1982)
- 俺たち賞金稼ぎ!!フォール・ガイ The Fall Guy (1982, 1983, 1986)
- The Fisher Family (1983)
- Cutter to Houston (1983)
- Automan (1983)
- ゲームの達人 The Master (1984)
- マスカレード Masquerade (1984)
- The Yellow Rose (1984)
- トップモデル諜報員カバー・アップ Cover Up (1984)
- ジェシカおばさんの事件簿 Murder, She Wrote (1985, 1987)
- 驚異のスーパー・バイク ストリートホーク Street Hawk (1985)
- ナイトライダー Knight Rider (1985)
- リップタイド探偵24時 Riptide (1985)
- 超音速攻撃ヘリ エアーウルフ Airwolf (1986)
- 私立探偵マグナム Magnum, P.I. (1986)
- 南北戦争物語 愛と自由への大地 North and South, Book II (1986)
- サイモン&サイモン Simon & Simon (1986)
- 冒険野郎マクガイバー MacGyver (1988)
- 新燃えよ! カンフー Kung Fu: The Legend Continues (1995)
- 炎のテキサス・レンジャー Walker, Texas Ranger (1995)
- ドクタークイン 大西部の女医物語 Dr. Quinn, Medicine Woman (1996)

### テレビアニメ
- BEAVIS AND BUTT-HEAD Beavis and Butt-Head (1995)

## 参照
1. ↑  Squires, John (2022年8月6日). “‘The Return of the Living Dead’ Star Clu Gulager Has Passed Away” (英語). Bloody Disgusting!. 2022年8月7日閲覧。
2. ↑  http://www.filmreference.com/film/97/Clu-Gulager.html
3. 1 2 3  “Clu Gulager Biography”. 2014年8月14日閲覧。